# Eldarna
Eldarna är MCK Vårdkasens speedwayverksamhet. Klubben startades 1966 i Huddinge där man fortfarande håller till. Klubben bedriver sin verksamhet på Huddinge Motorstadion i Gladö/Huddinge. Man satsar mycket på att bedriva ungdomsverksamhet. 
- Knattelag finns 80cc.
- Juniorer på 500cc.
- Elitlaget på 500cc kör i division 1.